# Gmina Kodeń
Gmina Kodeń es una gmina rural ubicada en el distrito de Biała Podlaska, en Voivodato de Lublin, Polonia. Su sede es el pueblo de Kodeń, que se encuentra aproximadamente a 37 kilómetros (23 millas) al este de Biała Podlaska y 103 km (64 millas) al noreste de la capital regional, Lublin.

## Pueblos
- Dobratycze
- Dobromyśl
- Elżbiecin
- Kąty
- Kodeń
- Kopytów
- Kopytów-Kolonia
- Kostomłoty
- Kożanówka
- Okczyn
- Olszanki
- Szostaki
- Zabłocie
- Zabłocie-Kolonia
- Zagacie
- Zalewsze